# Fièvre sur le bitume
Pour plus de détails, voir Fiche technique et Distribution.
Fièvre sur le bitume [Πυρετός στην άσφαλτο (Piretos stin asfalto)] est un film grec réalisé par Dínos Dimópoulos et sorti en 1967.
Drame employant certains codes du thriller, ce film met notamment à l'affiche Giórgos Foúndas, qui joue ici le rôle d'un agent de police dont la femme enceinte risque un accouchement difficile.

## Synopsis
L'agent de police Merkos (Giórgos Foúndas) patrouille de nuit en voiture avec deux subordonnés. En début de soirée, un déséquilibré nommé Nikos (Faidon Georgitsis (el)) s'échappe d’un hôpital psychiatrique après avoir frappé le gardien. Merkos et ses deux hommes sont alertés de cette fuite, et se rendent chez une infirmière considérée comme la seule véritable connaissance de Nikos à l'extérieur de l'hôpital. Les policiers se cachent en attendant la venue du fugitif.
Nikos arrive effectivement chez l'infirmière. Le spectateur apprend par un flash back que sa folie provient d'une nuit d'enfance où le jeune Nikos fuyait avec son père résistant une offensive nazie lors de l'Occupation de la Grèce pendant la Seconde Guerre mondiale. Le jeune homme a vu son père être abattu sous ses yeux. Merkos intervient et dit au jeune névrosé qu'il a lui-même vu ses proches se faire tuer lors de la guerre, mais qu'il a su se reconstruire par la suite. Il parvient à rendre Nikos à la raison et à le ramener à l'hôpital psychiatrique.
L'agent Merkos rentre chez lui et apprend que sa femme Elli (Jenny Rousséa (el)) a été emmenée à l'hôpital public pour accoucher. Merkos se précipite à l'hôpital avec ses agents, et apprend que l'accouchement se présente mal : il est nécessaire d'opérer pour sortir le bébé, mais Elli est de groupe sanguin O à rhésus négatif, et l'hôpital n'a pas de réserves de ce sang (mentionné dans le film comme « très rare ») pour effectuer une transfusion sanguine. Elli et le bébé risquent la mort. L'agent Merkos part alors à la recherche de sang « O- » dans les autres hôpitaux d'Athènes, mais ne dispose que de trois heures maximum pour réussir à en trouver : il sera trop tard après 4h30 du matin. La quête dans les hôpitaux se révèle infructueuse et malchanceuse. Un établissement lui remet une liste d'anciens donateurs que Merkos pourrait retrouver pour effectuer une prise de sang en urgence. Par une profonde malchance, la première personne de la liste que Merkos trouve meurt le soir-même dans un accident. La seconde personne est un petit criminel qui prend peur en voyant Merkos en habits de travail. Une poursuite s'engage. L'homme accepte finalement de donner son sang après un contact musclé. L'enchaînement des malchances a néanmoins fait tarder Merkos, qui repart vers l'hôpital à 4h35.
Sur le trajet de l'hôpital, Merkos et ses deux agents apprennent que Nikos, le déséquilibré de l'hôpital, s'est enfui une seconde fois, emportant l'arme de service d'un des gardiens. Il a pris en otage un bus rempli d'enfants. Simultanément, les deux agents de Merkos doivent descendre de voiture pour aider un homme qui a un problème avec son moteur. Merkos se retrouve donc seul au volant lorsqu'il croise sur la route le bus conduit par Nikos. Un profond dilemme se pose alors pour l'agent Merkos : continuer vers l'hôpital pour sauver peut-être sa femme et son enfant, ou suivre le bus et essayer de sauver une vingtaine d'enfants. Merkos choisit de suivre le bus pour le bien commun.
Au petit matin, Merkos parvient à rendre à la raison Nikos une seconde fois avec beaucoup de tact. Celui-ci s'était réfugié sur le toit d’une maison, avec une petite fille du bus qu'il menaçait de son arme. Pour le village entier, Merkos est un héros. Mais ce dernier, qui a entre-temps confié la bouteille de sang à des pompiers pour qu'ils l'apportent à l'hôpital, part rapidement rejoindre sa femme pour savoir comment s'est déroulée l'opération. La transfusion a été trop tardive et l'opération a connu une issue dramatique : Elli Merkos est mourante tout en conservant une chance de survie, mais le bébé n'a pas survécu et Elli ne pourra plus avoir d'enfants par la suite. Merkos est désespéré.
Dans les jours suivants, Elli parvient à se rétablir. Néanmoins, elle ne veut plus vivre avec son mari qui l'a abandonnée au moment où elle avait le plus besoin de lui. Peu après, Merkos est décoré par sa hiérarchie pour avoir sauvé les enfants pris en otage par Nikos. Dans une scène très forte, différents parents lui disent leur profonde gratitude pour avoir sauvé leur fils ou fille unique. L'agent Merkos reste muet face à ces remerciements. Elli Merkos apparaît néanmoins en périphérie de la cérémonie. Son mari se dirige vers elle, et celle-ci lui déclare qu'elle comprend finalement son sacrifice et veut continuer à vivre avec lui malgré son malheur et son chagrin.

## Fiche technique
- Titre : Fièvre sur le bitume
- Titre original : Πυρετός στην άσφαλτο (Piretos stin asfalto)
- Réalisation : Dínos Dimópoulos
- Scénario : Níkos Fóskolos
- Direction artistique : Markos Zervas
- Décors : Markos Zervas
- Costumes : ?
- Photographie : Yórgos Arvanítis
- Son : Mikes Damalas
- Montage : Vassilis Syropoulos
- Musique : Mímis Pléssas
- Production :  Finos Film
- Pays d'origine :  Grèce
- Langue : grec
- Format :  noir et blanc
- Genre : drame
- Durée : 88 minutes (?)
- Dates de sortie : 1967

## Distribution
- Giórgos Foúndas
- Jenny Rousséa (el)
- Faidon Georgitsis (el)
- Nora Valsami (en)
- Spyros Kalogirou (el)

## Récompenses
Au Festival du cinéma grec de 1967 à Thessalonique : 
- meilleur réalisateur (Dínos Dimópoulos),
- meilleur acteur (Giórgos Foúndas),
- meilleure production (Finos Film).